# Єча-Маре
Єча-Маре (рум. Iecea Mare) — комуна у повіті Тіміш в Румунії. До складу комуни входить єдине село Єча-Маре.
Комуна розташована на відстані 437 км на північний захід від Бухареста, 28 км на захід від Тімішоари.

## Населення
У 2009 році у комуні проживали 2497 осіб.

## Зовнішні посилання
- Дані про комуну Єча-Маре на сайті Ghidul Primăriilor